# Château de Nerantziá
Le château de Nerantziá (grec moderne : Κάστρο Νεραντζιάς, « Château du Bigaradier »), également connu sous le nom de château de Kos (grec moderne : Κάστρο Κω), est un château situé dans la ville de Kos sur l'île du même nom, en Grèce,.

## Histoire
Le château de Nerantziá est construit par les chevaliers de l'ordre de Saint-Jean de Jérusalem. Il fait partie des fortifications de l'île, avec les châteaux d'Antimáchia et de Paleó Pylí. La partie la plus ancienne du château aurait été construite vers la fin du XIIIe siècle. Cependant, les parties les plus anciennes conservées datent d'environ 1437-1461, tandis que les parties de date ultérieure du château sont construites entre 1495 et 1514. Le château de Nerantziá, ainsi que le château opposé situé du côté de l'actuelle ville de Bodrum, le château Saint-Pierre (Ágios Pétros), contrôlent le détroit entre Kos et Bodrum et la route maritime vers la Terre Sainte,.

## Description
Le château est situé sur une péninsule à l'entrée du port de Kos. Il s'agit à l'origine d'une île reliée à l'île principale par un pont. Le château se compose de deux parties, le château intérieur et le château extérieur. Le château intérieur est de forme quadrangulaire et possède de grandes tours rondes à ses angles. Le château extérieur est de taille plus importante et entoure le château intérieur, à l'exception du côté nord-est, côté mer, où les murs se rejoignent. En même temps, les murs extérieurs possèdent de grands bastions. Un fossé sépare les châteaux intérieur et extérieur, qui sont reliés entre eux par un pont. La construction du château réutilise de nombreuses parties de bâtiments provenant de la cité antique de Kos.

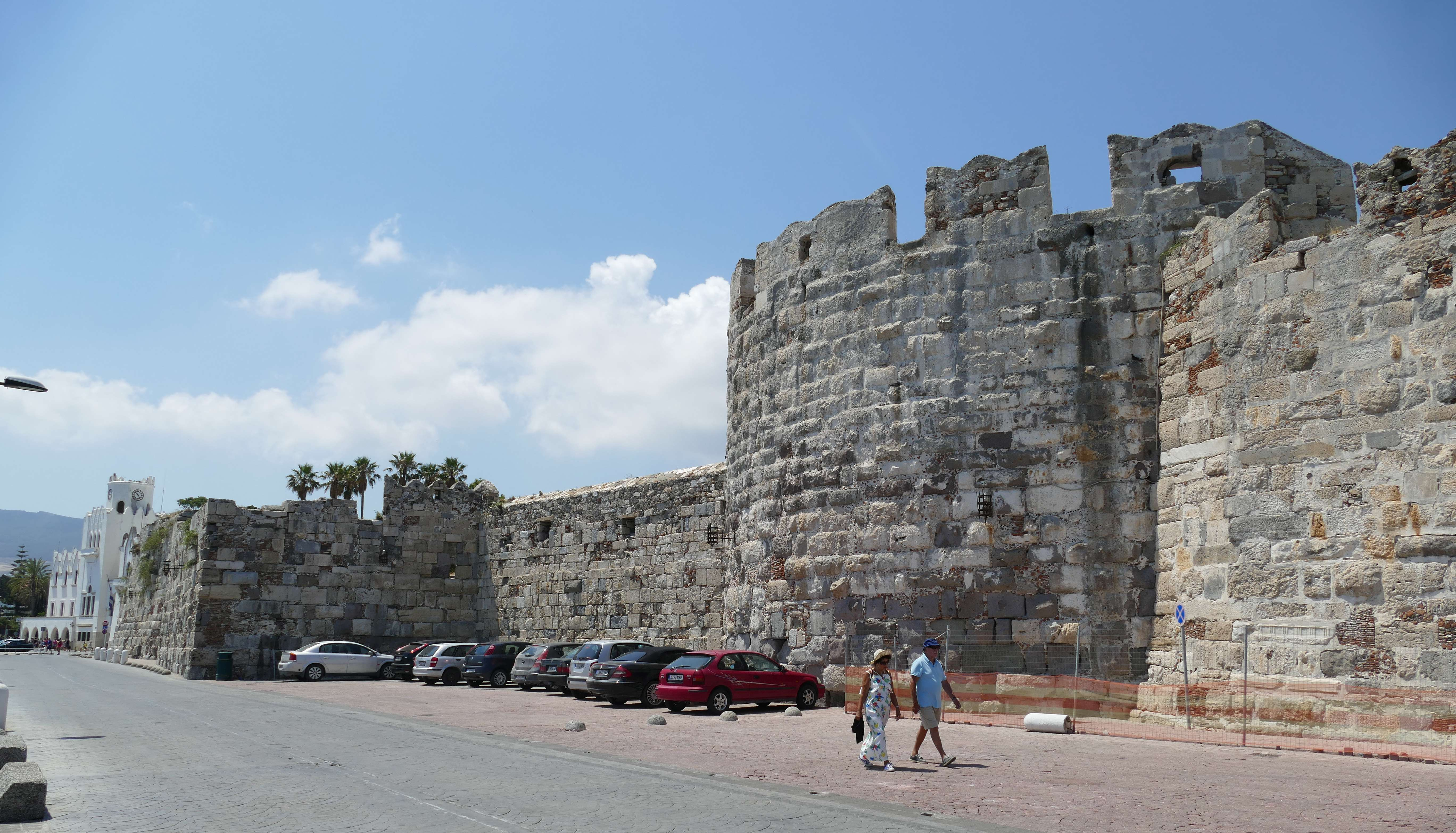
Vue du mur extérieur du château.
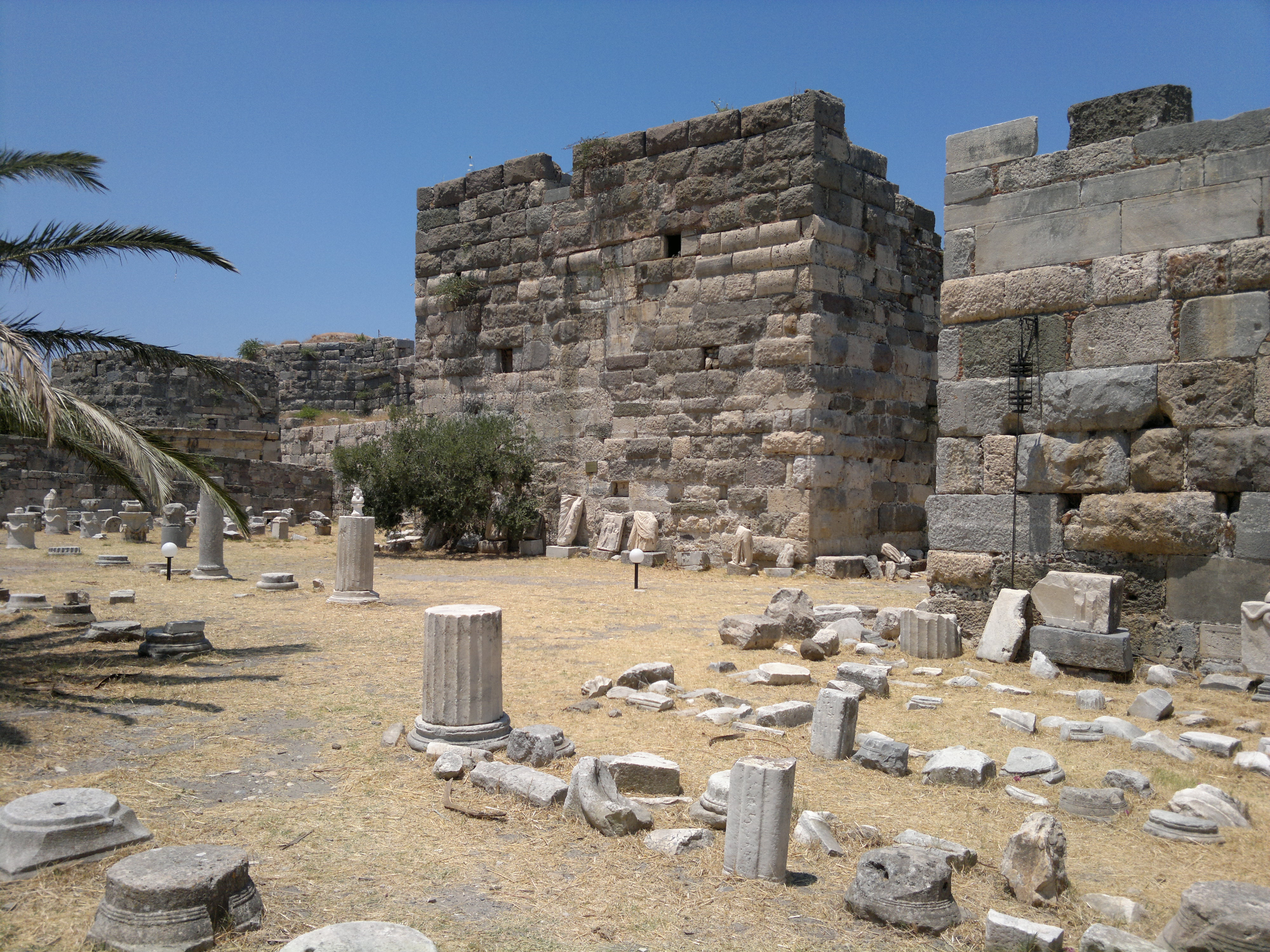
Vue des parties intérieures du château.
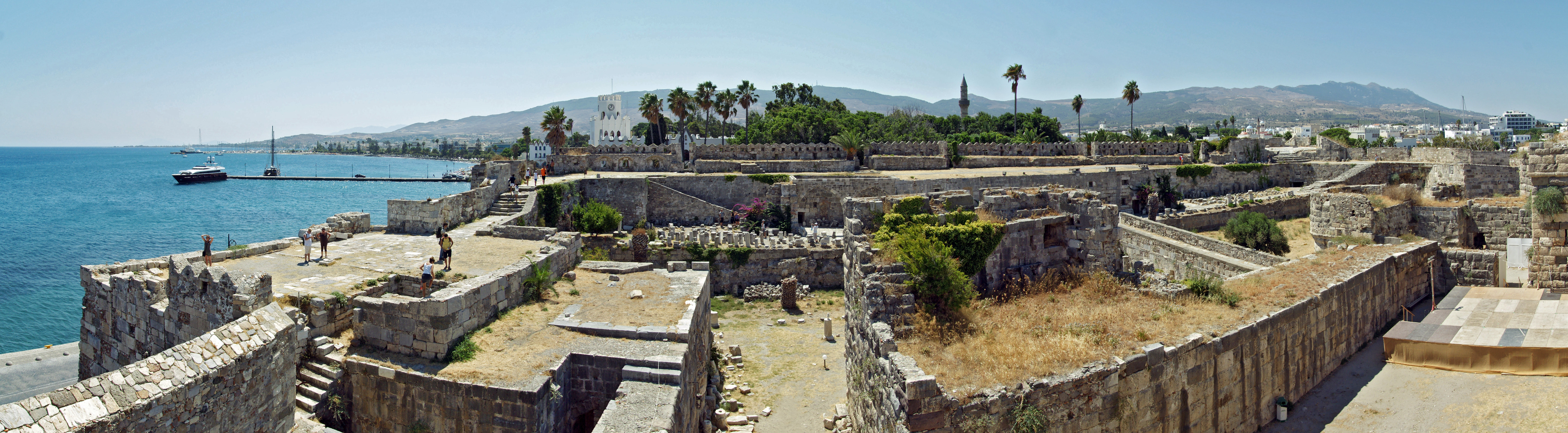
Vue panoramique de l'intérieur du château.
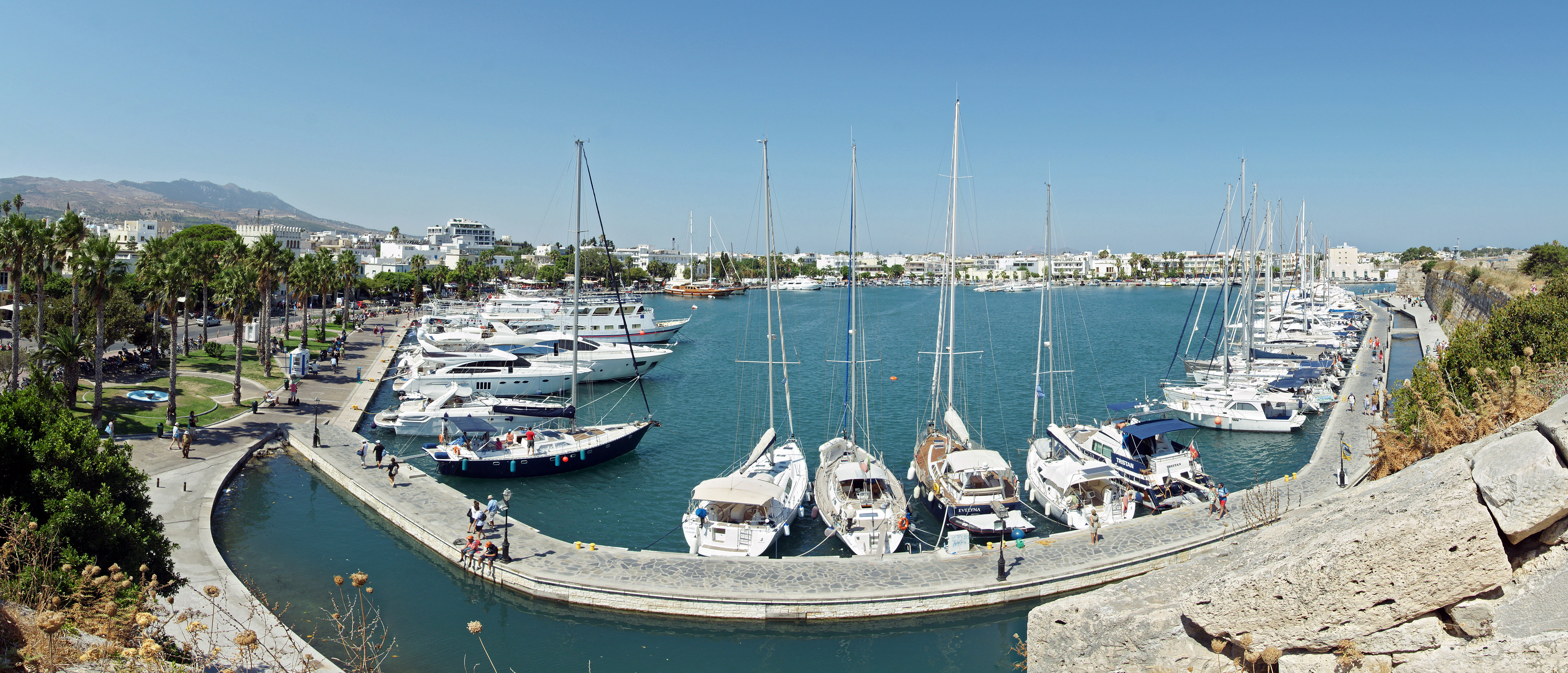
Vue du port depuis le château.